# Onthophagus cyanochlorus
Onthophagus cyanochlorus là một loài bọ cánh cứng trong họ Bọ hung (Scarabaeidae).